# Vince Vaughn
Vincent Anthony Vaughn (ur. 28 marca 1970 w Minneapolis) – amerykański aktor, producent filmowy i scenarzysta. Dwukrotny laureat People’s Choice Award.

## Życiorys

### Wczesne lata
Urodził się w Minneapolis w stanie Minnesota jako jedyny syn i najmłodsze dziecko sprzedawcy protestanta Vernona Lindsaya Vaughna i urodzonej w Kanadzie agentki nieruchomości katoliczki Sharon Eileen (z domu DePalmo). Dorastał z dwiema starszymi siostrami – Victorią i Valerie – w Buffalo Grove i Lake Forest, w stanie Illinois, gdzie w 1988 roku ukończył publiczną pięcioletnią szkołę średnią Lake Forest High School z przyszłym scenarzystą Dave’em Eggersem. W 1991 jego rodzice rozwiedli się.
Vaughn ma korzenie angielskie, irlandzkie, niemieckie, libańskie i włoskie.

### Kariera

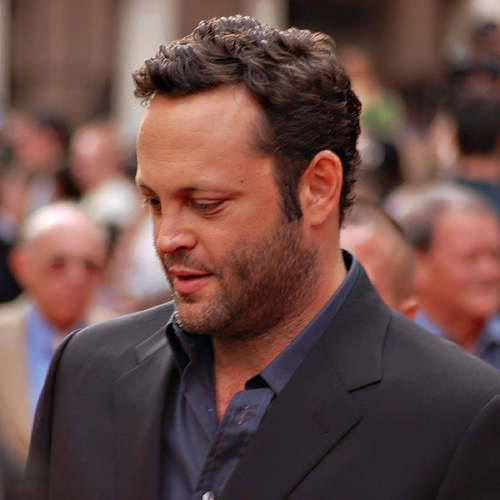
Vince Vaughn (2006)

Swoją przygodę z aktorstwem rozpoczął od udziału w reklamie Chevroleta (1988) i serialach: ABC China Beach (1989), Fox 21 Jump Street (1989) z Johnny Deppem, ABC Po szkole (ABC Afterschool Specials, 1990) i CBS Szkolna przerwa specjalna (CBS Schoolbreak Special, 1990, 1991) z udziałem Mario Van Peeblesa, Kareema Abdula-Jabbara i Nicole Eggert. Na dużym ekranie pojawił się po raz pierwszy w komedii muzycznej Dla naszych chłopców (For the Boys, 1991) u boku Bette Midler i Jamesa Caana. Po występie w biograficznym dramacie sportowym Rudy (1993) z tytułową rolą Seana Astina, został dostrzeżony w niezależnym komediodramacie Swingers (1996) i otrzymał rolę podróżnika i doświadczonego dokumentalisty i fotoreportera zajmującego się ochroną środowiska Nicka Van Owena w filmie Stevena Spielberga Zaginiony świat: Jurassic Park (The Lost World: Jurassic Park, 1997) u boku Jeffa Goldbluma i Julianne Moore. W dramacie Upalne lato (The Locusts, 1997) z Ashley Judd, Jeremy Daviesem, Kate Capshaw i Paulem Ruddem pojawił się jako zagadkowy włóczęga.

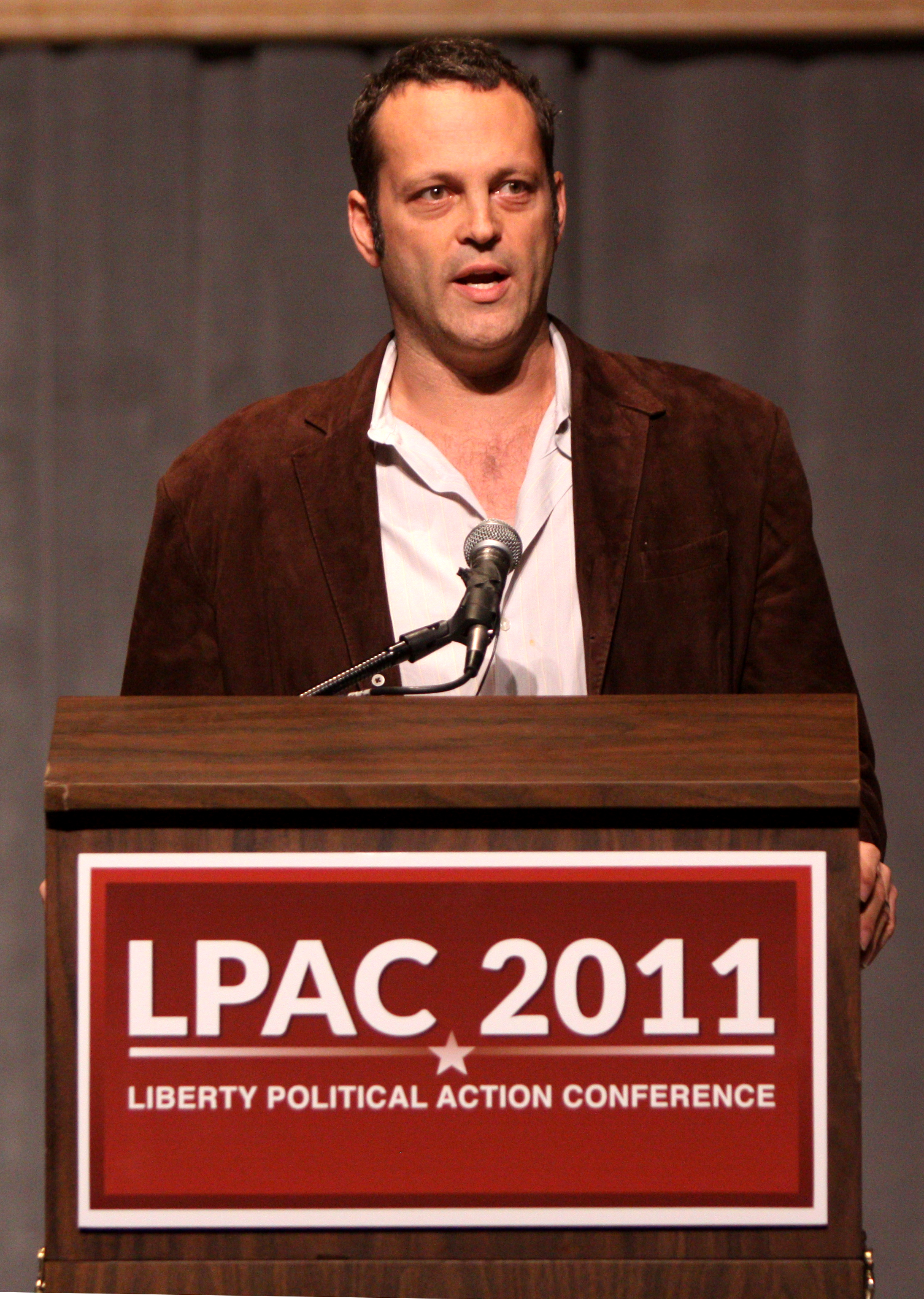
Vince Vaughn na konferencji Liberty Political Action Conference w Reno, w stanie Nevada (wrzesień 2011)

Wraz z Jackiem Blackiem, Willem Ferrellem, Benem Stillerem, Owenem Wilsonem i Lukiem Wilsonem należy do paczki zwanej Frat Pack. Zebrał dobre recenzje za rolę rozwiedzionego prawnika, samotnie wychowującego czteroletniego syna w dramacie Dylemat (A Cool, dry place, 1998) z Moniką Potter, Joey Lauren Adams i Devonem Sawą. Pojawił się gościnnie w sitcomie HBO Pan Show z Bobem i Dawidem (Mr. Show with Bob and David, 1998) i serialu HBO Seks w wielkim mieście (Sex and the City, 2000), użyczył swojego głosu Loki, bohaterowi jednego z odcinków serialu animowanego ABC Herkules (Hercules, 1998). Wcielił się w tytułową postać psychopatycznego mordercy Normana Batesa w remakeu z 1960 roku Alfreda Hitchcocka Psychol (Psycho, 1998) z Anne Heche, Julianne Moore i Viggo Mortensenem w reżyserii Gusa Van Santa. Kreacja agenta FBI w dreszczowcu psychologicznym Cela (The Cell, 2000) z Jennifer Lopez przyniosła mu nominację do nagrody Blockbuster Entertainment. Zagrał w filmach z Benem Stillerem i Owenem Wilsonem; Zoolander (2001), Legenda telewizji (Anchorman: The Legend of Ron Burgundy, 2004) i Starsky i Hutch (Starsky & Hutch, 2004). Razem z Owenem Wilsonem odebrał nagrodę MTV Movie Award i People’s Choice Award za stworzony znakomity ekranowy duet zatwardziałych kawalerów, podrywających dziewczyny na wybranych przyjęciach weselnych w komedii romantycznej Polowanie na druhny (Wedding Crashers, 2005). Za rolę kawalera z przyzwyczajeniami Gary’ego Grobowskiego i właściciela firmy 3-Brothers Bus Tours w Chicago, który dzieli swoje życie z eks-narzeczoną we wspólnym mieszkaniu w komedii romantycznej Sztuka zrywania (The Break-Up, 2006) z Jennifer Aniston został uhonorowany nagrodą Teen Choice Awards. Vaughn jest założycielem własnej firmy produkcyjnej Wild West Picture Show Productions.

### Życie prywatne
Spotykał się z Joey Lauren Adams (od lipca 1997 do czerwca 1998) i Anne Heche (1998). W latach 2005–2006 Vaughn związany był z aktorką Jennifer Aniston, która była jego partnerką w komedii Sztuka zrywania. Po niecałym roku para rozstała się, oboje potwierdzili że pozostaną przyjaciółmi. Od lutego 2009 był zaręczony z kanadyjską maklerką Kylą Weber, z którą ożenił się 2 stycznia 2010 w Lake Forest w stanie Illinois. Mają dwoje dzieci: córkę Locklyn Kylę (ur. 2010) i syna Vernona Lindsaya (ur. 2013).
Jest fanem Chicago Blackhawks.
Vaughn poparł republikańskiego kandydata na prezydenta Rona Paula w wyborach 2008 i 2012, jak i Randa Paula w wyborach w 2016. Wystąpił również na wielu imprezach Libertarian Party.
W 2016 Vaughn rozpoczął trening brazylijskiego jiu-jitsu w Gracie Academy w Torrance w Los Angeles i w lutym 2018 otrzymał swój niebieski pas.
10 czerwca 2018 Vaughn został aresztowany pod zarzutem prowadzenia pojazdu pod wpływem alkoholu i stawienia oporu w areszcie Manhattan Beach, po niepowodzeniu testu trzeźwości na posterunku policji.

## Filmografia
- Lies of the Heart (1991) jako Richard
- Rudy (1993) jako Jamie O’Hara
- Just Your Luck (1996) jako Barry
- Swingers (1996) jako Trent Walker
- Upalne lato (The Locusts, 1997) jako Clay Hewitt
- Zaginiony świat: Jurassic Park (The Lost World: Jurassic Park, 1997) jako Nick Van Owen
- Psychol (Psycho, 1998) jako Norman Bates
- Powrót do raju (Return to Paradise, 1998) jako John Szeryf Volgecherev
- Martwe gołębie (Clay Pigeons, 1998) jako Lester Long
- Dylemat (A Cool, dry place, 1998) jako Russell Durrell
- Cela (The Cell, 2000) jako Peter Novak
- Mistrz przekrętu (The Prime Gig, 2000) jako Pendelton „Penny” Wise
- Na południe od nieba, na zachód od piekła (South of Heaven, West of Hell, 2000) jako Taylor Henry
- Sex and the Matrix (2000) jako Biały królik
- Teren prywatny (Domestic Disturbance, 2001) jako Rick Barnes
- Ustawieni (Made, 2001) jako Ricky Slade
- Czarna kula (Blackball, 2003) jako Rick Schwartz
- Old School: Niezaliczona (Old School, 2003) jako Beanie
- Starsky i Hutch (Starsky & Hutch, 2004) jako Reese Feldman
- Legenda telewizji (Anchorman: The Legend of Ron Burgundy, 2004) jako Wes Mantooth
- Zabawy z piłką (Dodgeball: A True Underdog Story, 2004) jako Peter La Fleur
- The Sky Is Green (2004) jako Jeff Berry
- Wake Up, Ron Burgundy: The Lost Movie (2004) jako Wes Mantooth
- Rodzinka (Thumbsucker, 2005) jako pan Geary
- Pan i pani Smith (Mr. & Mrs. Smith, 2005) jako Eddie
- Be Cool (2005) jako Raji
- Polowanie na druhny (Wedding Crashers, 2005) jako Jeremy Klein
- Sztuka zrywania (The Break-Up, 2006) jako Gary Grobowski
- Outsourced  (2006)
- Used Guys  (2007)
- No Place Like Home  (2007)
- Fred Claus, brat świętego Mikołaja (2007) jako Fred Claus
- Wszystko za życie (2007) jako Wayne Westerberg
- Cztery Gwiazdki (Four Christmases, 2008) jako Brad
- Raj dla par (2009)
- The H-Man Cometh (2010)
- Wykapany ojciec (2013) jako David Wozniak
- Stażyści (2013) jako Billy McMahon
- Przełęcz ocalonych (2016) jako sierżant Howell
- Polisa na życie (2016) jako Nick Barrow
- Blok 99 (2017) jako Bradley Thomas
- Krew na betonie (2018) jako Anthony Lurasetti
- Seberg (2019) jako Carl Kowalski
- Na ringu z rodziną (2019) jako Hutch
- Piękna i rzeźnik (2020) jako Blissfield Butcher
- The Binge (2020) jako Dyrektor Carlsen
- Arkansas (2020) jako Frog
- Młodość w North Hollywood (2021) jako Oliver
- Królowe przekrętu (2021) jako Simon Kilmurry
- Małpi biznes (2024) jako Andrew Yancy
- Babcie (2025) jako Joe Scaravella